# 小野蘭山

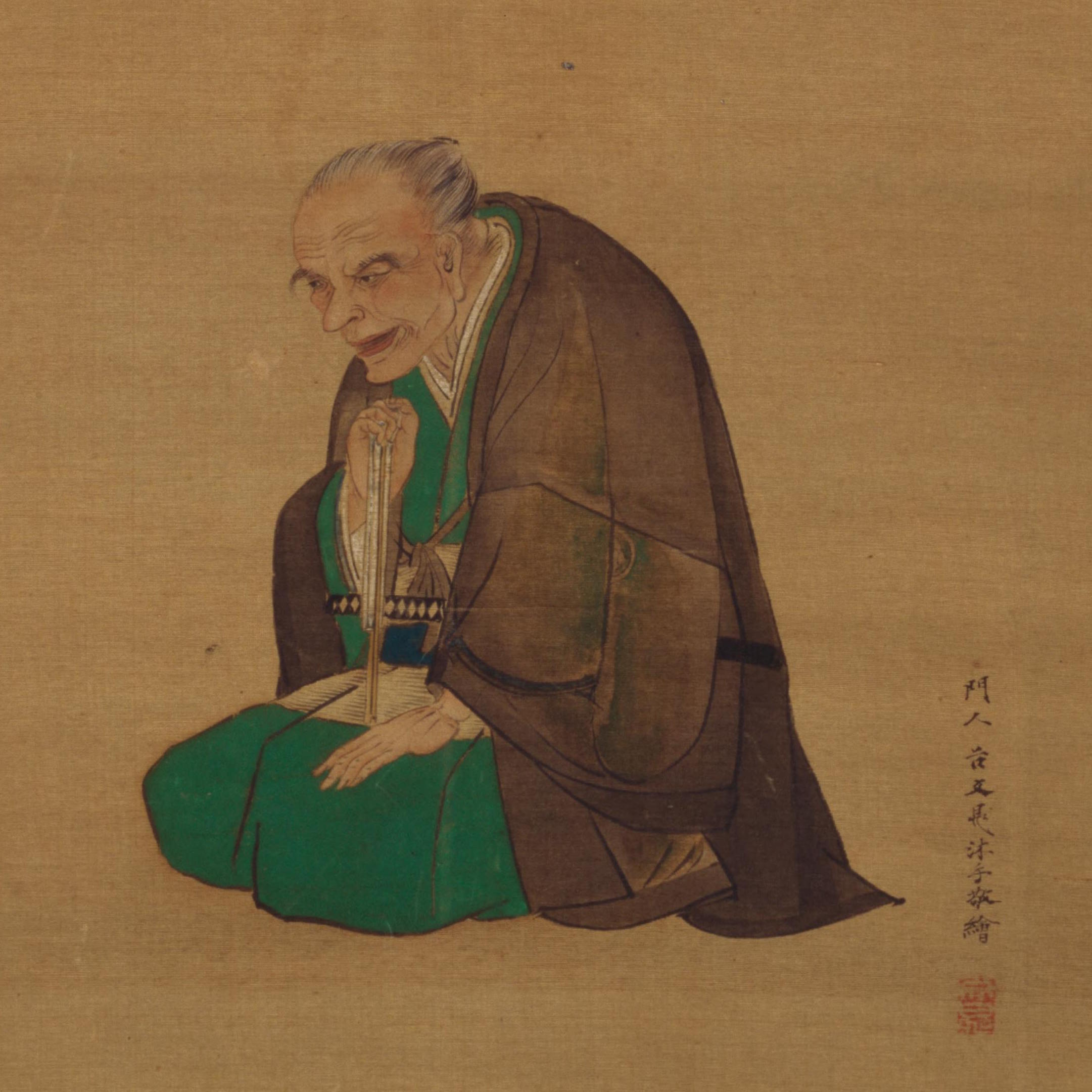
「蘭山翁画像」（部分） 文化6年（1809年）　谷文晁筆 小野蘭山賛 国立国会図書館蔵

小野 蘭山（おの らんざん、享保14年8月21日（1729年9月13日） - 文化7年1月27日（1810年3月2日））は、江戸時代の大本草学者。名は識博（もとひろ）、通称は喜内、字は以文、号は蘭山、朽匏子。しばしば「日本のリンネ」と称される。京都出身。門弟に杉田玄白、木村兼葭堂、飯沼慾斎、谷文晁、桜田欽斎、水谷豊文、三谷公器、狩谷棭斎、吉田立仙、山本盛備（大正年間の総理大臣山本権兵衛の養曽祖父）

## 生涯
本姓は佐伯氏。名は職博（もとひろ）。京都桜木町（上京区）で佐伯職茂（主殿大允、従四位伊勢守）の次男として生まれる。
13歳の時から父の師であった松岡恕庵に本草学を学ぶ。非常に記憶力がよく一度聞いたことは一生忘れなかったという。ところが5年と経たず恕庵が死去、以後は独学で本草学を学ぶことになる。そんな中、蘭山は一つの壁に突き当たった。実はそれまでの本草学は中国から伝わった李時珍の著書『本草綱目』を元に作られたもので日本固有の動植物、鉱物などに適した形をもっていなかった。その事から、蘭山は積極的に山や森に分け入り日本の本草学作りを志した。
通称は喜内、字は以文（いぶん）。25歳で京都丸太町に私塾・衆芳軒を開塾、多くの門人を教えた。蘭山が研究した本草学は広く知られる事になり日本中から生徒が集まり千人を越える人間が巣立って行ったと言われている。ただ、塾を去って郷里に戻った後も本草学を続けた者は10人に1人もいない、という（『水火魚禽考諸』）。しかし、郷里に戻った門人と蘭山との書簡が数多く残り、手紙で教えを請い続けた弟子もいたようだ。
天明8年1月30日（1788年3月7日）、蘭山60歳の時、天明の大火が発生。私塾・衆芳軒も大火にやかれ蘭山も門人の吉田立仙の家に避難。この大火で門弟達は散り散りとなり、しばらくの暇ができた蘭山は、自身の研究をまとめる著作の執筆をして過ごした。
寛政11年（1799年）71歳の時、幕命により江戸に移り医学校教授方となる。享和元年（1801年） - 文化2年(1805年)にかけて、諸国をめぐり植物の採集。享和3年（1803年）75歳の時に研究をまとめた著書『本草綱目啓蒙』脱稿。本草1882種を書き表す大著で3年にかけて全48巻が刊行され、日本最大の本草学書になった（この著書はのちにシーボルトが手に入れ、蘭山を「日本のリンネ」と賞賛している）。

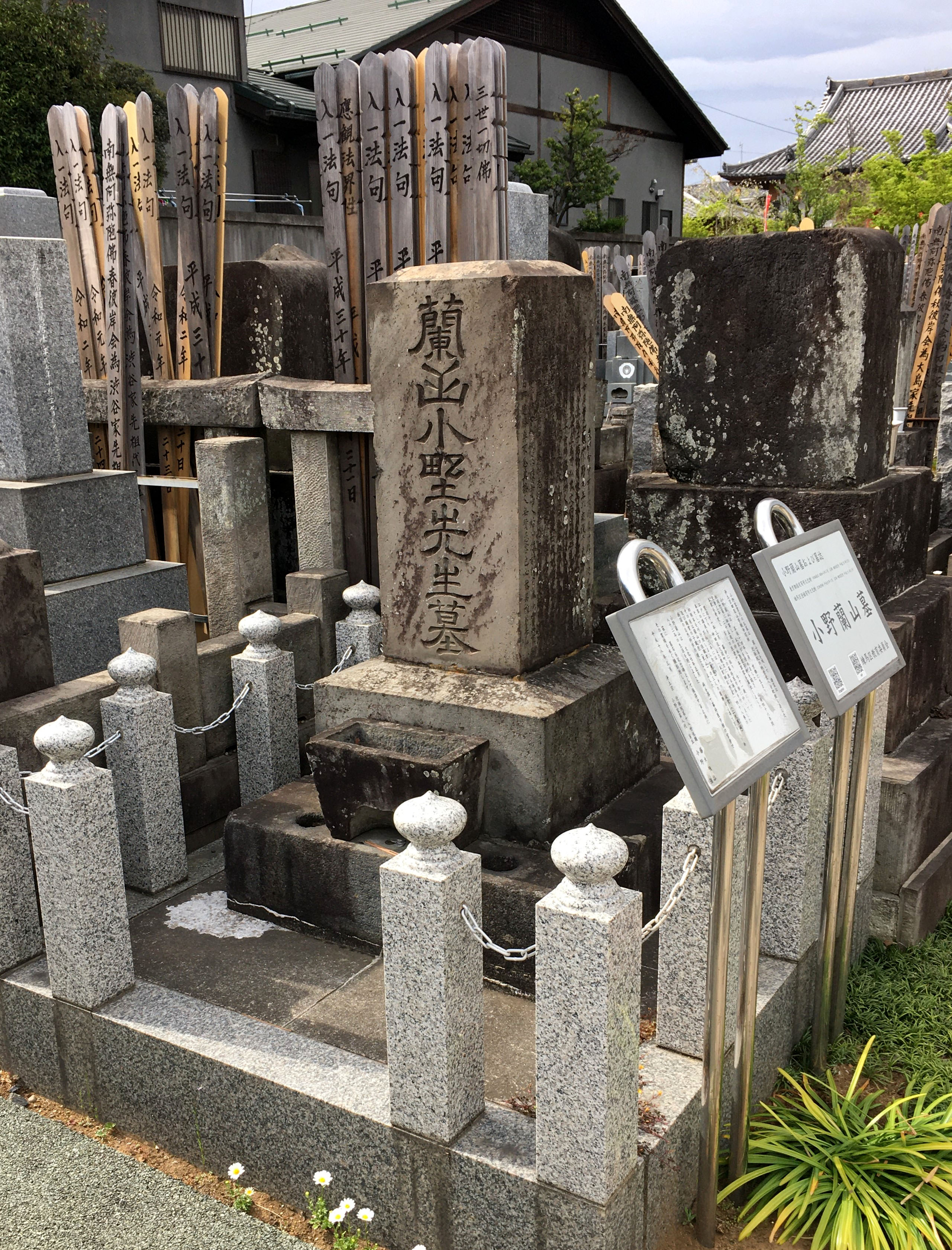
小野蘭山墓

文化7年（1810年）1月27日死去。享年82。墓所は練馬区の迎接院。小野家の菩提寺である上京区の阿弥陀寺には墓はないものの、過去帖には記載されている。
没後100年に当たる明治42年（1909年）従四位を贈位され、小石川植物園（東京大学大学院理学系研究科附属植物園）で「小野蘭山先生百年記念展覧会」が催された。平成22年（2009年）の没後200年記念でも各地で催し物が開かれ、京都府立植物園には「小野蘭山顕頌碑」が建てられている。

## 栄典
- 1909年（明治42年）4月17日 - 贈従四位[5]

## エピソード
蘭山が残したものに蛍の語源について述べたものがある。蛍は日本書紀の記述からすでに「蛍」、「保多留」などと書かれていて語源については諸説ある。貝原益軒は火が垂る（垂れる、流れる、こぼれ落ちる）から「火垂る」とし蘭山は星が垂るから「星垂る」としている。

## 主な著書
これまでに知られている蘭山の著作の殆どはマイクロフィルムないしスキャナーによるデジタル化処理済みで、インターネット上の国立国会図書館デジタルコレクションや国文学研究資料館電子資料館「国書データベース」などで公開されている。制限なく全文が読める形での公開も多い。
- 『伊勢紀州採薬記』（写本、国立国会図書館所蔵 原本請求記号：特7-296） 国立国会図書館書誌ID:000007276143 doi:10.11501/2537291
- 『上州妙義山並武州三峯山採薬記』（写本、国立国会図書館所蔵、原本請求番号：特1-2384）doi:10.11501/2536625
- 『常野採薬記』（写本、国立国会図書館所蔵 原本請求番号:特7-379）doi:10.11501/2537352（他の写本も所蔵あり）
- 『蘭山採薬記』（内山春水写本、1823年、国立国会図書館所蔵　原本請求番号；特1-1977）国立国会図書館書誌ID:000007326975
- 『小野水谷問答動植略図』 （写本、国立国会図書館所蔵　原本請求記号；特7-564） doi:10.11501/2537474
- 『小野蘭山書簡集』 全3巻、国立国会図書館書誌ID:000007279279
- 『救荒本草会誌』（写本、国立国会図書館所蔵 原本請求番号：特1-2324) doi:10.11501/2536594（他の写本も所蔵あり）
- 『救荒本草記聞』（写本、国立国会図書館所蔵、原本請求番号；特1-563）doi:10.11501/2535892（他の写本も所蔵あり）
- 『草木魚虫類』（写本、国立国会図書館所蔵、原本請求番号：W391-N33）doi:10.11501/9893258
- 『虫類木類秋田杉物語抜書』（写本、国立国会図書館所蔵）doi:10.11501/9893259
- 『秘伝花鏡記聞』（写本、国立国会図書館所蔵、原本請求番号：特1-689）doi:10.11501/2535984（他の写本も所蔵あり）
- 『本草綱目記聞』（写本、国立国会図書館所蔵、原本請求番号：特1-2167、欠巻あり）国立国会図書館書誌ID:000007316705
- 『薬性知源』（写本、国立国会図書館所蔵、原本請求番号：特1-1794）doi:10.11501/2536276（他の写本も所蔵あり）
- 『蘭山禽譜』（写本、国立国会図書館所蔵、原本請求番号：特7-251）doi:10.11501/2537261（他の写本も所蔵あり）
- 『花彙』島田充房との共著（全8巻、写本、国立国会図書館所蔵、原本請求番号：特7-70） 国立国会図書館書誌ID:000007279698
- 『大和本草会識』（全5巻、中村清方写本、1820年、国立国会図書館所蔵、原本請求番号：特1-1）国立国会図書館書誌ID:000007326109
- 『耋筵小牘』（写本、国立国会図書館所蔵、原本請求番号：特1-760） doi:10.11501/2536033
- 『広参説』（鶴屋金助ほか3名出版、国立国会図書館所蔵、原本請求番号：特1-398）doi:10.11501/2535777
- 『訳官雑字簿』（写本、国立国会図書館所蔵、原本請求番号：特1-1875）doi:10.11501/2536333
- 『魚譜』（写本、1861年、国立国会図書館所蔵、資料番号123-31）doi:10.11501/2540510
- 本草綱目啓蒙 - 李時珍の本草綱目を訳し改良
- 衆芳軒随筆
- 水火魚禽考諸
- 『南楼随筆』（小野春雄写本、国立国会図書館所蔵、資料番号W91-N29）doi:10.11501/2540526
- 『小野蘭山公勤日記』（全3巻、写本、国立国会図書館所蔵）国立国会図書館書誌ID:000003282645
  - 明治期の植物学者白井光太郎による『蘭山先生日記』（1909）は上記を写本したもの
- 小野蘭山寛政七年書簡下書